# 山西马先蒿
山西马先蒿（学名：Pedicularis shansiensis）为列当科马先蒿属的植物，为中国的特有植物。分布于中国大陆的河南、山西、陕西等地，生长于海拔1,160米至2,400米的地区，常生长在高草坡及灌丛草原中，目前尚未由人工引种栽培。